# Erebia paradisi
Erebia paradisi är en fjärilsart som beskrevs av Franz Dannehl 1929. Erebia paradisi ingår i släktet Erebia och familjen praktfjärilar. Inga underarter finns listade i Catalogue of Life.